# Ronald Isley
Ne pas confondre avec son groupe, les Isley Brothers.
Ronald Isley, également connu sous le nom de Ron Isley, né le 21 mai 1941 à Cincinnati, est un chanteur et compositeur américain.
Isley fait partie du groupe The Isley Brothers qu'il a fondé avec ses frères.

## Biographie

### Jeunesse
Ronald Isley est le troisième d'une fratrie de six enfants de Sallye Bernice et de O'Kelly Isley, Sr. Ronald. Il commence très tôt à chanter, à peine âgé de trois ans.

### Carrière

#### Débuts avec les Isley Brothers
Durant ses jeunes années, Isley chante régulièrement avec ses frères dans des églises et fait même une apparition dans l'émission Amateur Hour de Teddy Mack. C'est en 1957 que sa carrière prend un tournant décisif. Il se rend à New York, en compagnie de ses deux frères ainés, O'Kelly et Rudy. Là-bas, ils enregistrent de la Doo-wop pour de petits labels locaux durant quelques années. Deux ans plus tard, le trio s'engage avec un label conséquent, le RCA Records. Cette même année, Ronald et ses frères sortent leur premier album intitulé Shout! (en), dont le single éponyme connaitra un grand succès. La fratrie décide de déménager à Englewood dans le New Jersey.

## Career
Adolescent, Isley chante régulièrement avec ses frères lors de tournées avec l'église. Il apparaît pour la première fois à la télévision dans l'émission Amateur Hour de Ted Mack . En 1957, Isley, âgé de 16 ans, et ses deux frères aînés O'Kelly et Rudy, alors âgés de 19 et 18 ans, déménagent à New York pour faire carrière dans la musique. À New York, Isley et ses frères enregistrent d'abord du doo-wop pour des labels locaux avant de décrocher un contrat majeur avec RCA Records en 1959, où le trio écrit et sort son premier single « Shout ». À l'été 1959, la famille Isley déménage de Cincinnati pour aller vivre à Englewood, dans le New Jersey. 

## Discographie

### Albums Solo
- 2003 : Here I Am
- 2010 : Mr. I
- 2013 : This Song Is For You